# Hierarquia
Hierarquia ou jerarquia (do grego hierarchía) é a ordenação de elementos em ordem de importância, podendo significar também, mais especificamente:

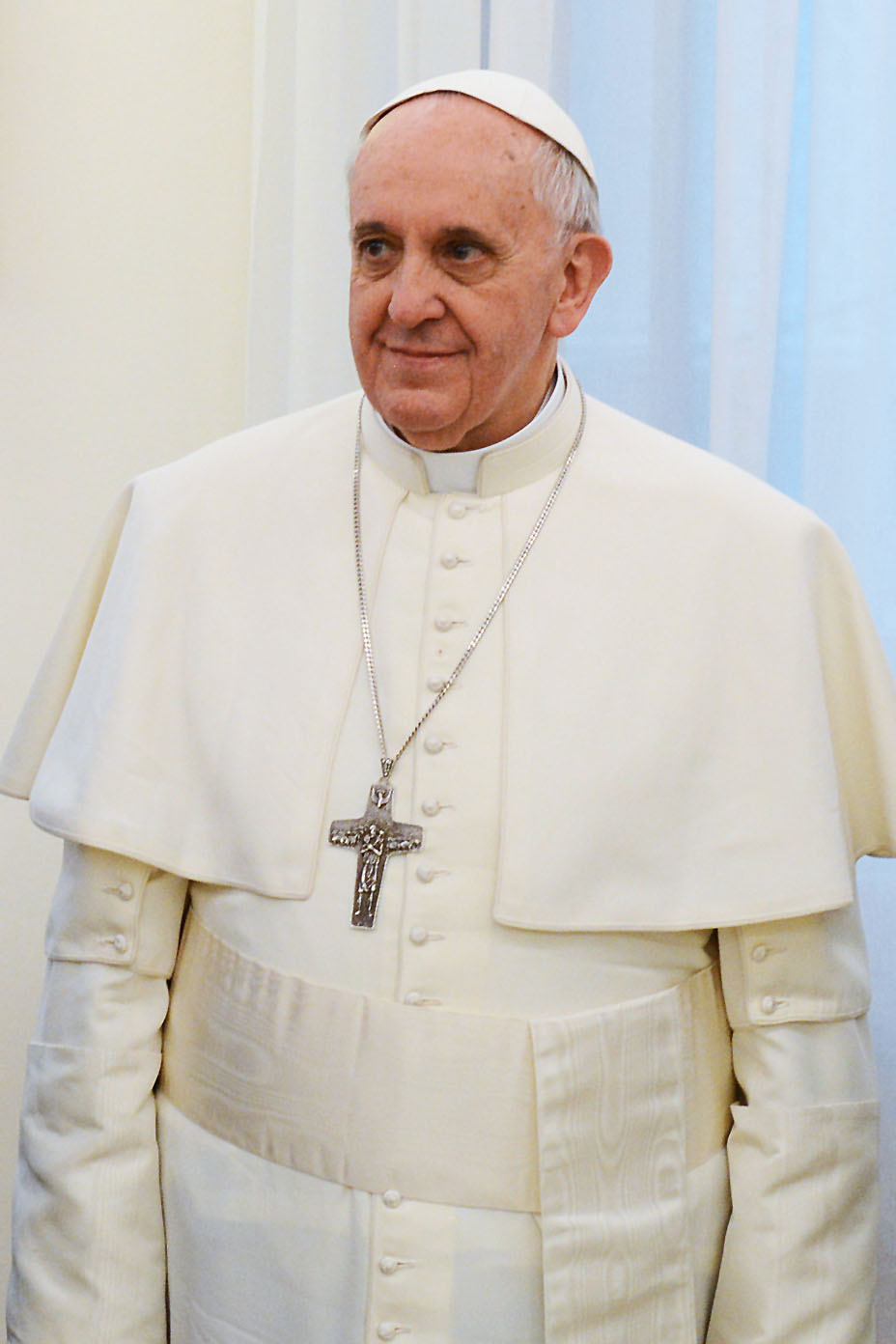
O Papa é o elemento mais elevado da atual hierarquia católica

- a distribuição ordenada de poderes;
- a graduação das diferentes categorias de funcionários ou membros de uma organização, instituição;
- a ordenação de elementos visuais para tornar a informação mais facilmente inteligível ou para destacar elementos de uma composição nos campos da arquitetura, artes plásticas, desenho, design gráfico, escultura, pintura, tipografia, entre outros.
- um tipo de estrutura de dados na ciência da informação.
- o respeito pelos mais velhos.

## Hierarquia de dominância
A dominância pode ser definida como uma forma de relação social baseada no controle, sendo a hierarquia de dominância determinante da ordem de acesso aos recursos, podendo reduzir o gasto energético e os prejuízos ocasionados por conflitos intraespecíficos. A motivação para dominância e para o alto status social é conceitualmente semelhante à busca por poder, ou seja, busca por controle de recursos valiosos. Pessoas com nível elevado de senso de poder têm um viés significativo na percepção de risco, fazendo previsões mais otimistas dos desfechos de eventos futuros, assumindo, assim, comportamentos de risco com maior frequência. Contudo, a hierarquia social está sujeita a alterações toda vez que o dominante é desafiado por um subordinado.